# 地底人

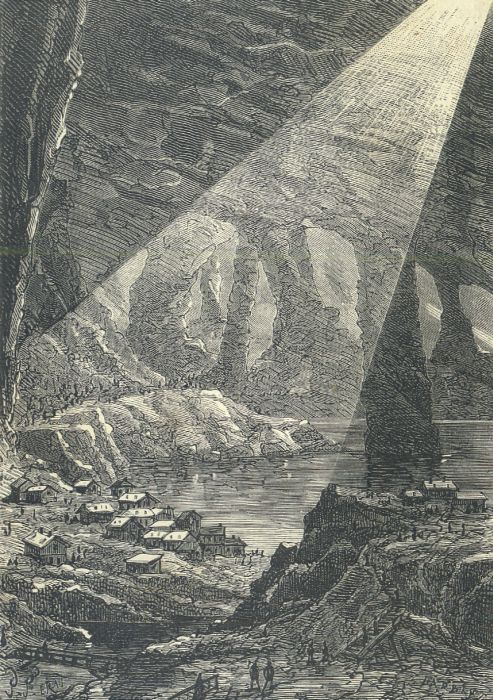
《洞穴之子》（儒勒·凡尔纳著）中虚构的地下小镇

地底人是存在於科幻小說、奇幻小說、ACG和特攝片中的生物，是居住於地下的民族，有些還具有超越人類的高科技文明。

## 概要
在奇幻作品中，有些智慧生物會住在地底下，甚至建立地底都市。這類地底居民可能是因為覺得地底世界較安詳、不適應陽光和地上的空氣；因為地底有需要的金屬、礦物等資源而深入探尋；或是原本住在地上，但因為地殼變動導致都市整個沉入地底，或是逃避敵人威脅而逃入地下。地底人有可能是人類，但在奇幻作品中，大部分是矮人。
地底城市可能會成為四通八達、充滿通道的地方。住在地底的居民必須面臨坍方、空氣流通和照明等生活問題。因此有出現地底人的作品可能會有會發光的石頭、照明魔法，或居民能在黑暗視物的能力之類設定。

## 有出現地底人的作品

### 科幻小說
- 時光機器
- 地底王國
- 西營盤

### ACG
- 人造人009
- 蓋特機器人
- 金剛大魔神
- 哆啦A夢電影作品
- 城市風雲兒
- 勇者警察
- 天元突破
- 東京地底奇兵
- 戰爭機器
- 怪物王子
- 三坪房間的侵略者！？
- 失落的帝國
- 一拳超人
- 上古卷軸V：無界天際
- 膽大黨

### 特攝片
- 哥吉拉對梅加洛
- 超人力霸王系列
- 假面騎士Stronger
- 科學戰隊
- 光戰隊
- 魔法戰隊
- 火炎人
- 伏魔三剑侠

## 相關
- 地球空洞說
- 外星人
- 海底人
- 香巴拉
- 不明潛水物